# 2017年澳門立法會選舉
澳門特別行政區第六屆立法會選舉（葡萄牙語：Eleições para a 6.ª Assembleia Legislativa de Macau）於2017年9月17日舉行，经直接選舉产生第六屆議會中的14位議員，及以社團間選方式選出12名議員。议会内其餘7名议员由行政長官在收到選舉總結算15天內委任。

## 選舉制度

### 選舉法例
第六屆澳門特別行政區立法會議員人數共33名。根據《澳门特别行政区立法会选举法》，第六屆立法會选举通过直接選舉產生14名議員及間接選舉產生12名議員，其余7名議員由行政长官直接委任。
法人選民的投票人數最多22人，并取消了“自動當選”機制。同時，提名門檻下調至百分之20，即提名委員會只須由該選舉組別被登載於選舉日期公佈日前最後一個已完成展示的選民登記冊的法人總數的百分之20組成。

#### 參選人資格的新規定
根據第9/2016號法律《立法會選舉法》（2017年2月13日、按21/2017號行政長官批示重新重佈）規定，本届參選人須填寫效忠《基本法》及澳門特別行政區的聲明書，被指是2016年香港立法會參選確認書風波後跟隨香港的措施，並引進了選舉保證金制度（25,000澳門元）。另外為防止再有議員參選其他地區公職的情形出現，新法規定，澳門特區立法會議員在任職期間不得出任相關職位。
又根據《立法會立法屆及議員章程》第十八條規定放棄議員資格（辭職）者亦不可參選，但僅限於同一立法屆且在其放棄資格產生效力後180日內為填補選任議員的出缺而進行的補選。

### 選民資格

#### 直接選舉
年滿18周歲且為澳門特別行政區永久性居民的自然人，如已作選民登記並被登載於選舉日期公佈日前最後一個已完成展示的選民登記冊，可在立法會選舉中選出14名直選議員。

#### 間接選舉
已在身份證明局登記、獲確認屬於相關界別至少滿四年且取得法律人格至少滿七年的法人，如已作選民登記並被登載於選舉日期公佈日前最後一個已完成展示的選民登記冊，可在立法會選舉中選出12名間選議員。

### 提名
參與直選的各個組別須有最少4名、最多14名候選人，且選民簽名支持最少要300名至最多500名。而參與間接選舉須有該界別最少五分之一社團提名。

### 選舉方式
不論是直選或間選，都採用「改良」漢狄法（比例代表制一種），即一組別取得票數除一予第一候選人，除二予第二候選人，除四（而不是一般漢狄法的除三）予第三候選人，以幾何級數除之分配予同組各候選人。此法首次應用在1992年選舉中。選舉以澳門特區為單一選區。
在最後一個議席進行配給時，如果遇上商數相同的情況，該議席配給予尚未取得議席的有關名單；如果各張名單均已取得議席，該議席配給予得票較多的有關名單；又如果各有關名單的得票數也相同，則以抽籤方式決定。

## 立法會選舉管理委員會
為更好地統籌和組織是次選舉，根據《立法會選舉法》規定，設立「立法會選舉管理委員會」，是由一名主席和五名委員組成，他們是由澳門行政長官在2017年1月25日以批示委任。依法履行各種職責及權限。管委會下設秘書處，以協助其運作。
但根據新版本選舉法，選委會須於選舉年的前一年成立，並於選舉總核算後二百一十日內解散。惟是次選委會於2017年1月25日才組成。行政法務司陳海帆在1月16日解釋，「仍等待法院給予人選」。
是屆管委會主席為唐曉峰；委員分別是黎裕豪、戴祖義、高炳坤、容光亮、陳致平。

## 選舉日程
2017年3月13日，特區政府公佈第50號行政命令，宣佈本屆選舉日為9月17日，並以第49號行政長官批示訂定選舉經費上限為澳門幣三百五十四萬九千六百二十二元（$3,549,622）。
參選組別在3月16日至6月20日間可收集提名，7月10日前提交候選人名單及政綱，而間選的法人選民亦必須最遲於選舉日前第45天，即8月3日向選管會提交投票人名單。9月2日至15日為宣傳期，9月16日為冷靜期。

## 選民數字統計
截至2016年12月30日，澳門已登記的自然人選民數字為307,020人，與截至2012年年底的選民人數（277,153人）比較，增加29,867人（10.78%）。法人選民方面則維持858個。

## 直接選舉組別
提名期內，共有二十五個提名委員會報名直選，屬歷屆最多，候選人達191人，不過粉紅愛民組別隨後退選，其餘二十四個提名組別提名有效，正式候選人達186人，打破歷屆紀錄。其中十二名直選議員尋求連任，另有李靜儀從間選轉戰直選。基於澳門社會文化，現任議員連任有優勢，而選舉焦點亦集中於最後兩至三席花落誰家，另外以往最後一席勝負只差十數票，現任議員稍一不慎亦有墜馬危機。
另一焦點是民主派旗艦新澳門學社分裂，而建制陣營中原屬工聯會的林宇滔也出走自組隊伍。即使是傳統建制內的群力促進會亦出現分拆情況，以爭取更多議席。相反，澳門發展新連盟上屆丟失第二席，而地產商關偉霖的「關愛澳門」則以些微飲恨，兩者一拍即合，希望可以取長補短。

### 參選情況
8月3日經抽籤，各組依次為：
| 序號 | 組別名稱                           | 候選人數 | 候選人（粗體人名為尋求連任之議員）                                                                     | 受託人 | 政治屬性                       |
| ---- | ---------------------------------- | -------- | --- | ------ | ------------------------------ |
| 1    | 新澳門夢（爭雙普選反高官自肥聯盟） | 5 → 4    | 程樂蓀、洪學森、José Pedro Sales（譯名：沙利士）林木棃、葉盛雄                                         | 程樂蓀 | 無黨派                         |
| 2    | 群力促進會                         | 9        | 何潤生、邢榮發、陳家良、蘇崑、梁鴻細、秦昶、謝美玲、張淑玲、洪偉東                                     | 吳小麗 | 傳統建制（街總）               |
| 3    | 民主昌澳門                         | 6        | 吳國昌、梁博文、李宇新、胡華賢、鄒有安、江洵美                                                         | 吳國昌 | 自由開放陣營（新動力）         |
| 4    | 公民監察                           | 5        | 林玉鳳、張志雄、吳曉程、姜偉靖、徐子威                                                                 | 梅翠芬 | 建制／社會服務 /專業／文化     |
| 5    | 粉紅愛民（已退選）                 | 5 → 0    | 李潔明、郭耀強、司徒輝、司徒秋芬、黃錦龍                                                               | 李潔明 | 無黨派（工人自救會）           |
| 6    | 新希望                             | 11       | 高天賜、梁榮仔、鄧詩蘊、賈加路、謝誓宏、譚令儀、楊敏儀、羅天娜、曾鳳儀、霍秋儀、陳觀韻                 | 姍桃絲 | 公務員／土生／自由開放陣營     |
| 7    | 學社前進                           | 5        | 蘇嘉豪、陳偉智、李國強、黃健朗、梁家偉                                                                 | 陳偉智 | 新興民主／自由開放陣營（學社） |
| 8    | 澳門民協進會                       | 10       | 宋碧琪、呂子安、俞朝陽、李良汪、歐陽廣球、許龍通、黃藝明、黃培俊、吳偉超、王忠漢                       | 陳俊拔 | 社會服務／建制／鄉族           |
| 9    | 澳門民聯協進會                     | 10       | 施家倫、曾志龍、李素茵、黃飛獅、林裕、李玉培、麥興業、吳文俊、蔡思偉、許治煒                           | 湯耐冬 | 商界／建制／鄉族               |
| 10   | 思政動力                           | 11       | 葛萬金、羅庇士、李秋玲、梁志堅、葛萬昌、鄧志明、鄭詩樂、陳笑微、周昌安、杜燦球、黃宏業                 | 葛萬金 | 公務員/專業                    |
| 11   | 美好家園聯盟                       | 10       | 黃潔貞、呂綺穎、張健中、馬建章、何凱玲、李兆祖、周惠儀、羅萍、吳少蘭、邱穎文                           | 容永恩 | 傳統建制（婦聯）               |
| 12   | 市民力量                           | 11       | 施利亞、庄雪云、陳德樹、吳浩輝、黃偉陽、何磊磊、楊偉傑、張偉、施連興、周遠平、林灌斌                   | 施利亞 | 建制／鄉族／青年               |
| 13   | 民主新動力                         | 6        | 區錦新、陳國成、李漫洲、劉明輝、郭卓文、湯家耀                                                         | 區錦明 | 自由開放陣營（新動力）         |
| 14   | 澳門發展新連盟                     | 12       | 梁安琪、關偉霖、何猷亨、蕭宇康、崔寶峰、老傑龍、何澤生、歐文道、吳雪兒、司徒荻峰、區雪燕、龔仕鵬       | 蘇樹輝 | 商界（博彩業）                 |
| 15   | 傳新力量                           | 5        | 林宇滔、甄慶悅、韋浩風、談詠之、謝伊琪                                                                 | 韋浩風 | 新興建制／社會服務 /專業／文化 |
| 16   | 同心協進會                         | 10       | 李靜儀、梁孫旭、沙鶯、蔡錦富、柯清煌、梁普宇、丘繼萬、趙蘭瑛、梁銘恩、阮愛武                           | 梁玉華 | 傳統建制（工聯）               |
| 17   | 澳門公義                           | 7        | 李少坤、梁銀旺、梁世文、何潤拱、黃展傑、馮洪德、鍾少瑜                                                 | 李少坤 | 無黨派                         |
| 18   | 改革創新聯盟                       | 8        | 陳美儀、胡景光、華子鋒、馮健富、盧宏駿、霍艷玲、余希雯、胡之歷                                         | 葉榮發 | 商界（博彩業）                 |
| 19   | 公民一心建澳促進會                 | 5        | 洪榮坤、張帆、馮曦明、謝海東、關頴儀                                                                   | 謝海東 | 無黨派                         |
| 20   | 澳粵同盟                           | 13       | 麥瑞權、鄭安庭、羅彩燕、夏俊英、劉家裕、梁振權、姚明禮、麥家寶、方煥興、談國峰、馮東怡、余子文、黃明光 | 甄瑞權 | 商界／建制／鄉族               |
| 21   | 基層之光                           | 5        | 林偉駒、區潤鴻、鄧偉祺、劉剛偉、周杏芳                                                                 | 鄧耀明 | 公務員                         |
| 22   | 基層互助                           | 5        | 黃偉民、張國成、李國忠、司徒釗、張瑞勤                                                                 | 黃偉民 | 無黨派（紥鐵工會）             |
| 23   | 澳門民主起動                       | 5        | 利建潤、吳少洪、談啟宗、梁石、朱啟俊                                                                   | 利建潤 | 無黨派                         |
| 24   | 海一居業主維權聯盟                 | 5        | 高銘博、洪清團、李漢德、陳惠娥、許有色                                                                 | 高銘博 | 無黨派／單一議題               |
| 25   | 博彩員工最前線                     | 8        | 周銹芳、梁汝根、周宇、郭潔儀、鄭美秀、梁耀輝、王美華、芶燕                                             | 周銹芳 | 博彩工會／單一議題             |

### 投票站
第六屆立法會選舉共設三十六個直選投票站，其中一個設於澳門監獄（編號35）供選舉日的在囚選民行使投票權。間選投票則在澳門理工學院舉行。
選民收到由立法會選舉管理委員會寄出的《投票通知書》，以作通知其投票地點。即使選民收不到《投票通知書》，亦可透過立法會選舉服務熱線、選舉網站、「城市指南」、選民登記自助服務機或親身查知被分配的投票地點。
各直選投票站運作時間為由2017年9月17日上午9時至晚上9時；各票站位於為以下地點：
| 1. 澳門福建學校 2. 化地瑪聖母女子學校 3. 鏡平學校（中學部） 4. 聖德蘭學校 5. 青洲小學 6. 澳門工聯職業技術中學 7. 中葡職業技術學校 | 8. 政府綜合服務大樓 9. 澳門浸信中學 10. 廣大中學 11. 勞工子弟學校（中學部） 12. 嘉諾撒聖心中學中文部 13. 嘉諾撒聖心英文中學 14. 鏡平學校（小學部） | 15. 聖保祿學校 16. 聖公會澳門蔡高中學（分校） 17. 勞工子弟學校（幼稚園） 18. 鮑思高粵華小學 19. 沙梨頭坊眾學校 20. 培正中學 21. 二龍喉中葡小學 | 22. 東南學校（中學部） 23. 濠江中學附屬小學 24. 利瑪竇中學 25. 塔石體育館主場館 26. 聖若瑟修院禮堂（印務局旁） 27. 澳門葡文學校 28. 海星中學 | 29. 慈幼中學 30. 澳門綜藝館 31. 氹仔坊眾學校 32. 澳門運動場（分為A、B兩區） 33. 路環中葡小學 34. 社會工作局石排灣辦事處 35. 路環監獄 36. 澳門理工學院體育館 |

### 電視辯論
作為官方電視台的澳廣視在9月4日至8日，按行政公職局抽籤順序，分別安排各組進行電視辯論。而蓮花衛視經8月22日抽籤後，廿三個組別分別安排於八個晚上進行電視辯論（基層互助和基層之光兩組沒有參加）：
| 9月4日 澳發新連盟 群力 民主起動 | 9月5日 博彩員工 民主昌澳門 澳門公義 | 9月6日 同心 粉紅愛民 民主新動力 | 9月7日 民聯協進會 公民一心 新澳門夢 | 9月8日 海一居 美好家園 新希望 | 9月11日 市民力量 思政動力 改革創新 | 9月12日 民協進會 公民監察 澳粵同盟 | 9月13日 學社前進 傳新力量 |

### 選舉結果
| 組別                   |          | 組別名稱           | 得票數目 | 得票率 | 得票變動 | 議席 | 議席差額 |
| ---------------------- | -------- | ------------------ | -------- | ------ | -------- | ---- | -------- |
| 建制派                 |          |                    |          |        |          |      |          |
| 20                     |          | 澳粵同盟           | 17,214   | 9.97   | ▼1.12    | 2    | ━        |
| 16                     |          | 同心協進會         | 16,696   | 9.67   | ▲1.50    | 2    | ▲1       |
| 9                      |          | 澳門民聯協進會     | 14,879   | 8.62   | ▼9.40    | 1    | ▼2       |
| 2                      |          | 群力促進會         | 12,340   | 7.15   | ▼3.65    | 1    | ▼1       |
| 14                     |          | 澳門發展新連盟     | 10,452   | 6.05   | ▼2.89    | 1    | ━        |
| 8                      |          | 澳門民協進會       | 10,103   | 5.85   | N/A      | 1    | ▲1       |
| 11                     |          | 美好家園聯盟       | 9,496    | 5.50   | N/A      | 1    | ▲1       |
| 18                     |          | 改革創新聯盟       | 8,186    | 4.74   | ▼1.24    | 0    | ▼1       |
| 12                     |          | 市民力量           | 1,305    | 0.76   | N/A      | 0    | ━        |
| 新興建制               |          |                    |          |        |          |      |          |
| 4                      |          | 公民監察           | 9,590    | 5.56   | ▲1.99    | 1    | ▲1       |
| 15                     |          | 傳新力量           | 7,162    | 4.15   | N/A      | 0    | ━        |
| 民主派                 |          |                    |          |        |          |      |          |
| 13                     |          | 民主新動力         | 11,381   | 6.59   | ▲0.56    | 1    | ━        |
| 3                      |          | 民主昌澳門         | 10,080   | 5.84   | ▼1.66    | 1    | ━        |
| 7                      |          | 學社前進           | 9,213    | 5.34   | N/A      | 1    | ▲1       |
| 23                     |          | 澳門民主起動       | 279      | 0.16   | ▼ 0.47   | 0    | ━        |
| 無黨派                 |          |                    |          |        |          |      |          |
| 6                      |          | 新希望             | 14,386   | 8.33   | ▼0.63    | 1    | ▼1       |
| 25                     |          | 博彩員工最前線     | 3,126    | 1.81   | N/A      | 0    | ━        |
| 24                     |          | 海一居業主維權聯盟 | 2,399    | 1.39   | N/A      | 0    | ━        |
| 21                     |          | 基層之光           | 823      | 0.48   | N/A      | 0    | ━        |
| 22                     |          | 基層互助           | 1,350    | 0.78   | N/A      | 0    | ━        |
| 19                     |          | 公民一心建澳促進會 | 904      | 0.52   | N/A      | 0    | ━        |
| 10                     |          | 思政動力           | 672      | 0.39   | N/A      | 0    | ━        |
| 17                     |          | 澳門公義           | 393      | 0.23   | N/A      | 0    | ━        |
| 1                      |          | 新澳門夢           | 199      | 0.12   | N/A      | 0    | ━        |
| 退選                   |          |                    |          |        |          |      |          |
| 5                      |          | 粉紅愛民           | ━        | ━      | ━        | ━    | ━        |
| 總得票                 | 總得票   | 總得票             | 174,872  | 100    |          | 14   | ━        |
| 有效票                 | 有效票   | 有效票             | 172,589  | 98.69  |          |      |          |
| 廢票                   | 廢票     | 廢票               | 1,339    | 0.77   |          |      |          |
| 空白票                 | 空白票   | 空白票             | 944      | 0.54   |          |      |          |
| 選民總數               | 選民總數 | 選民總數           | 305,615  |        |          |      |          |
| 間接選舉及行政長官委任 |          |                    |          |        |          |      |          |
| —                      |          | 澳門僱主利益聯會   | 781      |        |          | 4    | ━        |
| —                      |          | 僱員團體聯合會     | 1,012    |        |          | 2    | ━        |
| 1                      |          | 澳門醫務利益聯會   | 205      | 37.55  | N/A      | 1    | ▲1       |
| 2                      |          | 澳門專業利益聯會   | 341      | 62.45  | ▼37.55   | 2    | ▼1       |
| —                      |          | 社會服務教育促進會 | 1,559    |        |          | 1    | ━        |
| —                      |          | 優裕文康聯合會     | 1,499    |        |          | 2    | ━        |
| —                      |          | 委任議員           |          |        |          | 7    | ━        |

#### 當選名單
十四個直選議席當選人如下，粗體的人名為連任成功議員，斜體則為上屆間選而本屆轉為直選的當選議員：
| 排名 | 當選人 | 所屬組別 編號 | 所屬組別名稱   | 所屬組別 得票 | 候選人 次序 | 當選人得票† |
| ---- | ------ | ------------- | -------------- | ------------- | ----------- | ----------- |
| 1    | 麥瑞權 | 20            | 澳粵同盟       | 17,207        | 1           | 17,207      |
| 2    | 李靜儀 | 16            | 同心協進會     | 16,694        | 1           | 16,694      |
| 3    | 施家倫 | 9             | 澳門民聯協進會 | 14,877        | 1           | 14,877      |
| 4    | 高天賜 | 6             | 新希望         | 14,383        | 1           | 14,383      |
| 5    | 何潤生 | 2             | 群力促進會     | 12,333        | 1           | 12,333      |
| 6    | 區錦新 | 13            | 民主新動力     | 11,380        | 1           | 11,380      |
| 7    | 梁安琪 | 14            | 澳門發展新連盟 | 10,447        | 1           | 10,447      |
| 8    | 宋碧琪 | 8             | 澳門民協進會   | 10,099        | 1           | 10,099      |
| 9    | 吳國昌 | 3             | 民主昌澳門     | 10,079        | 1           | 10,079      |
| 10   | 林玉鳳 | 4             | 公民監察       | 9,590         | 1           | 9,590       |
| 11   | 黃潔貞 | 11            | 美好家園聯盟   | 9,494         | 1           | 9,494       |
| 12   | 蘇嘉豪 | 7             | 學社前進       | 9,213         | 1           | 9,213       |
| 13   | 鄭安庭 | 20            | 澳粵同盟       | 17,207        | 2           | 8,603.5     |
| 14   | 梁孫旭 | 16            | 同心協進會     | 16,694        | 2           | 8,347       |

† 按「改良」漢狄法，各當選人的得票數目 = 所屬組別得票÷2(候選人次序 -1)

## 間接選舉組別
是次間選，出現了歷年來首次差額選舉。在提名截止日，五個界別當中出現六張名單，其中在專業界別有兩張名單出現。另外在勞工界間接選舉中亦出現了界別內初選情況，由四人選出兩人參選。
| 界別             | 組別                      | 組別葡文名 | 候選人                         | 结果                       |
| ---------------- | ------------------------- | ---------- | ------------------------------ | -------------------------- |
| 工商、金融界     | 澳門僱主利益聯會          |            | 賀一誠、高開賢、崔世平、葉兆佳 | 781票，全部當選            |
| 勞工界           | 僱員團體聯合會            |            | 林倫偉、李振宇                 | 1012票，全部當選           |
| 專業界           | 澳門醫務利益聯會（第1組） |            | 陳亦立、郭昌能、黃駿傑         | 205票，陳亦立當選          |
| 專業界           | 澳門專業利益聯會（第2組） |            | 崔世昌、黃顯輝、梁頌衍         | 341票， 崔世昌、黃顯輝當選 |
| 社會服務及教育界 | 社會服務教育促進會        |            | 陳虹                           | 1559票，當選               |
| 文化及體育界     | 優裕文康聯合會            |            | 張立群、陳澤武                 | 1499票，全部當選           |

## 選舉紀錄

### 卸任議員
在議會任職卅三年的歐安利決定放棄連任。同屬間選的鄭志強以及直選的關翠杏、陳明金也放棄連任。

### 選舉結果
議席14席，今年投票的總人數更為歷年來最高，有十七萬選民進行投票，可謂競爭最激烈的一年。學者指出雖建制派壟斷大多議席，但受風災效應影響，部份選民厭棄舊建制派，轉投年輕新面孔，而民主新動力(原身為民主新澳門)的第一候選人區錦新亦由於天鴿期間的一篇小題大造論導致其支持者擔心區會因此落選，但最後亦因為風災的公關效應反倒幫助其高票入局。而澳門大學政府與行政學系副教授余永逸稱，今次選舉結果對政府是很大挑戰。
第一大黨為澳門工會聯合總會，李靜儀和梁孫旭順利當選。再加林倫偉、李振宇兩名間選議席，取得四席，領袖為何雪卿，得票率9.67%。
第二大黨為民眾建澳聯盟，取得兩席，施家倫和宋碧琪順利當選。領袖為陳俊拔，得票率為14.47%。
第三大黨為澳門社區發展新動力，取得兩席，吳國昌和區錦新為最後一屆參選並順利連任，領袖為湯家耀，得票率為12.34%。而取得3,126票的「博彩員工最前線」第一候選人周锈芳和279票的「澳門民主起動」第一候選人利建潤，同時也是澳門社區發展新動力的成員，而周更是副監事長，與此同時，「民主新動力」第三候選人李漫洲同時身兼博彩最前線的副理事長。
第四大黨為澳粵同盟，取得兩席，麥瑞權和鄭安庭順利吸納並團結鄉族票源順利高票當選並成為票王。領袖為甄瑞權，得票率為9.97%。
第五大黨為新希望，取得一席，高天賜順利高票連任，而現任議員梁榮仔則飲恨落選。領袖為姍桃絲，得票率為8.33%。
第六大黨為群力促進會，由於今年街總與婦聯分為兩組名單，何潤生順利當選並取得一席。而分拆名單出來的黃潔貞亦成功當選。兩條名單得票率分別為7.15%和5.50%。
而今年議會中亦加入了三位新人議員，分別為代表年輕人心聲，為民主派26歲的蘇嘉豪，在前議員陳偉智「破風」下以九千餘票當選，成為澳門史上最年輕的立法會議員。他否認是議會中的激進派。
而澳門大學的教授林玉鳳亦在連續兩次以高票落選的飲恨下，今屆順利當選立法會議員。而梁孫旭亦因排在同心的第一候選人票后李靜儀的第二位，亦以高票情況下順利入局成為今年議會的第三位新人。
民聯協進會本屆分為兩組欲以配票策略保三爭四，但因所得票及得票率均比上屆下降，沒有參選的陳明金未能順利「接棒」，議席打回原形至2009年的兩席。而宋碧琪更是以險勝之姿守住議席；改革創新聯盟的陳美儀亦以八千多票敗於尾席的梁孫旭並意外下馬，梁和陳的差距只有百多票。
另外代表澳博利益的澳門發展新連盟今次聯同上屆僅僅落敗的關偉霖合組名單，希望統一票源，一舉爭取兩席。不過事與願違，名單中仍然只有梁安琪當選，而且票數還比上屆跌逾3,000票，如果連同上屆關的名單關愛澳門來計算，票數更加大跌約8,000票。

## 委任議員
是次行政長官委任的7名議員除馬志成外，其餘6名多為澳門的專業人士，學者，大律師。
- 馬志成：為上屆連任，澳門青年企業家協會會長、澳門中華青年展志協進會會長、澳門江門青年會榮譽會長。
- 胡祖杰：澳粵同盟成員，澳門江門同鄉會副會長，土木及結構工程師學會理事長、澳門城市規劃委員會委員。
- 龐川：澳門科技大學副校長。
- 馮家超：澳門大學博彩研究所所長。
- 柳智毅：澳門經濟學會理事長。澳粵同盟成員，澳門江門同鄉會副會長。
- 邱庭彪：澳門大律師，民眾建澳聯盟法律顧問。曾經以民聯協進會第三候選人身份參選2009年澳門立法會選舉，澳門大學法學院副教授暨助理院長。
- 陳華強：澳門大律師，澳門城市大學法學院兼任教授。

## 懷疑違規個案
在2017年澳門立法會選舉期間出現違規宣傳及疑似賄選個案，期間澳門廉政公署收到至少18宗投訴，包括有人疑在票站外「買票」，以及有長者活動中心向長者提供免費早餐，並教導長者票投票給指定候選人等。
香港有線電視報道，在投票站附近發現長者服務中心馬黑祐頤康中心向長者選民供應免費早餐，有長者承認中心要求他們投票給何潤生，而中心職員否認有要求長者投票予某名特定候選人，何潤生稱，據他所知，很多類似的中心都會在舉辦活動期間向長者提供簡便食物，他認為事件值得在選舉後檢討，以確保未來的選舉工作廉潔公平。網上有消息指出，北區鏡平中學票站有人送長者進入票站投票，亦有人疑似在靠近票站出口的「黃格範圍」內即場給選民派錢，有選民步出票站出口時，手上的身分證亦夾著印上了標記號碼的紅色紙張。
澳門廉政專員張永春不認為派早餐的情況構成能夠打動選民投票的意願，因此不會視作賄選。對於派錢的情況，他表示經初步評估後，認為未必構成以金錢賄選。

## 外部連結
- 澳門基本法
- 澳門特別行政區立法會選舉（页面存档备份，存于）
- 關於澳門立法會/選舉的歷史文獻（页面存档备份，存于）

| 上一屆： 2013年 | 澳門立法會選舉 2017年 | 下一屆： 2021年 |